# حميراء خلانية
حميراء خلانية (الاسم العلمي: Phoenicurus alaschanicus) (بالإنجليزية: Ala Shan Redstart)‏ هي نوع من الطيور يتبع جنس الحميراء من فصيلة خاطفات الذباب.